# Alois von Mednyánszky
Alois von Mednyánszky (* 20. April 1784 in (Túróc)-Prekopa, Königreich Ungarn; † 17. Juni 1844 in Freistadt an der Waag (Galgóc), Königreich Ungarn) war ein Verwaltungsbeamter, Historiker und Schriftsteller.

## Herkunft

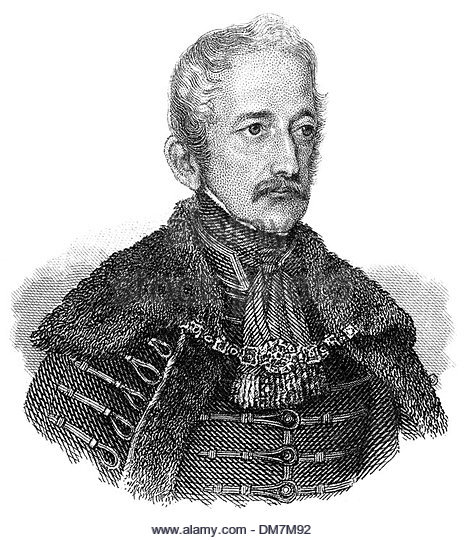
Alois von Mednyánszky

Die Herkunft der Familie Mednyánszky geht bis in die Zeit von König Andreas II. zurück. Der Familienname wurde 1227 zum ersten Mal urkundlich erwähnt. Bereits der Großvater Anton von Mednyánszky (1702–1796) spielte im politischen Leben Ungarns eine bedeutende Rolle. In der Regierungszeit Kaiser Karl VI. war er an Feldzügen gegen die Türken beteiligt und von Maria Theresia wurde er anlässlich ihrer Krönung 1741 in der Preßburger Franziskanerkirche zum „Ritter vom Goldenen Sporn“ geschlagen. Am 24. Oktober 1750 erhielt er von der Kaiserin das erbliche Adelsprädikat eines Barons. 1758 wurde Anton Mednyánszky zum kaiserlich-königlichen Kämmerer ernannt.

## Leben
Alois Freiherr von Mednyánszky von Mednye und Megyes (so sein voller Name) war der Sohn von Ladislaus Mednyánszky (1752–1792) und der Gräfin Josephine Esterházy. Seine Kindheit verbrachte er auf dem elterlichen Gut in Beckow. Die schulische Ausbildung erhielt er im Piaristen-Gymnasium in Trentschin und zwischen 1797 und 1801 am Wiener Theresianum. Seine Studien setzte er anschließend an der Preßburger Königlichen Akademie (Philosophie und Jura) fort (1801–1804). 1804 wurde er Konzipist an der Königlich-Ungarischen Hofkanzlei in Wien. Im Jahre 1806 ist er zum kaiserlich-königlichen Kämmerer ernannt worden. In dieser Zeit wurde er beauftragt, das Archiv der Ungarischen Hofkanzlei nach Ofen zu transportieren, um die Akten vor dem Heer Napoleon Bonapartes zu retten.
Nach dem frühen Tod seiner ersten Gemahlin Antonia Maria Bolza (1789–1810) zog er sich vorerst aus dem Staatsdienst auf sein Gut in Veszele (Komitat Neutra) zurück und beschäftigte sich mit Literatur und Wissenschaften.
1820 heiratete er die Gräfin Agnes Mailáth (1798–1855). Aus dieser zweiten Ehe gingen drei Kinder hervor.
Zeitlebens sammelte Mednyánszky historische Dokumente, die er versuchte aufzuarbeiten. Das auf dem Familiengut Beckow deponierte Familienarchiv sowie eine außerordentlich umfangreiche Bibliothek waren ihm dabei sehr hilfreich. Aber auch Sagen, Märchen und Legenden beschäftigten ihm. Er war ein Briefpartner von Jacob Grimm, mit welchem er regelmäßig Forschungsmaterial und Erfahrungen auf diesem Gebiet austauschte.
1828 trat er wieder in den Staatsdienst ein und wurde Mitglied eines Ausschusses zur Reform des Schulwesens; 1930 wurde er zum Hofrat bei der Königlich-Ungarischen Hofkanzlei ernannt. Seit Mai 1837 ist er zum Obergespan des Komitates Neutra gewählt worden. Im Jahre 1842 wurde er Präsident der Königlich-Ungarischen Hofkammer in Wien.
Bei der Gründung der ‚Ungarischen Akademie der Wissenschaften’ [Magyar Tudományos Akadémia] erwarb sich Mednyánszky bleibende Verdienste, gleichzeitig wurde er (1831) zum Ehrenmitglied dieser Institution gewählt. 1817 wurde er von der ‚Königlich-Bayerischen Akademie der Wissenschaften’ ebenfalls zum Ehrenmitglied ernannt.
Alois von Mednyánszky starb am 17. Juni 1844 in Galgóc.

## Werk
- Malerische Reise auf dem Waagflusse in Ungarn, Pesth, 1826

(die erste ungarische Übersetzung unter dem Titel Festői utazás a Vág folyón, Magyarországon 1825-ben erschien erst 1981 als Gemeinschaftsausgabe des ungarischen Verlages „Europa, Budapest“ und des slowakischen „Tatran-Verlages, Bratislava“).
Dieses Werk entstand eigentlich auf Anregung des bekannten Wiener Graphikers Joseph Fischer (1761-1843). Fischer erstellte im Jahre 1819 eine Anzahl von Graphiken der Schlösser, Burgen und Ortschaften im Waagtal. Und Fischer bat Mednyánszky zu diesen Graphiken entsprechende Begleittexte zu schreiben. Nachdem Mednyánszky die Gegend gründlich bereiste und erkundete, war er in der Lage sein umfangreiches Buch zu schreiben, welches er dann mit den Graphiken von Fischer illustrierte.
- Erzählungen, Sagen und Legenden aus Ungarns Vorzeit, Pesth, 1829

(die erste ungarische Übersetzung erschien unter dem Titel Elbeszélések, regék s legendák a magyar előkorból erschien 1832 in Pesth).
Für die ungarische Literatur war dieses Buch von bahnbrechender Bedeutung. Viele Sagen und Legenden wurden in diesem Buch erstmals beschrieben, die heute zum Allgemeingut der ungarischen Literatur geworden sind. Zahlreiche ungarische Schriftsteller, wie Maurus Jókai, Kálmán Mikszáth, Gyula Krúdy haben viele Impulse aus diesem Buch erhalten und in ihren Werken aufgearbeitet.
- Klänge aus dem Leben, Gedichte und Novellen, Oedenburg, ohne Jahresangabe.

Gemeinsam mit Baron Joseph von Hormayr gab er ab 1820 auf eigene Kosten das Taschenbuch für die vaterländische Geschichte heraus, welches in Oedenburg bis zum Jahre 1829 jährlich erschien. In diesem „Taschenbuch“ erschienen auch zahlreiche Artikel Mednyánszkys, die sich überwiegend mit der Historie Ungarns beschäftigten. Das „Taschenbuch“ war das erste Periodikum in Ungarn, das sich mit Geschichte auf wissenschaftlicher Basis beschäftigte.